# ترسیتا (اکلاهما)
ترسیتا(به انگلیسی: Teresita) شهری در ایالت اکلاهما کشور ایالات متحده آمریکا است که جمعیت آن در سرشماری سال ۲۰۱۰ میلادی، ۱۵۹ نفر بوده‌است.